# 힌트 (SQL)
데이터베이스 쿼리에서 다양한 SQL 구현체들은 데이터베이스 엔진에 쿼리 실행 방법을 지시하는 SQL 표준의 추가분으로서 힌트(hint)를 사용한다. 이를테면 힌트는 엔진에게 가능한 메모리를 덜 쓰도록 지시할 수도 있고(쿼리가 느리게 동작하더라도), 색인의 사용 여부를 알릴 수도 있다(쿼리 최적화에 관계 없이).

## 구현체
여러 데이터베이스 엔진들은 힌트 구현 시 각기 다른 접근 방식을 사용한다.
- MySQL은 SQL 표준의 자체 확장을 사용하는데, 테이블 이름 뒤에 USE INDEX, FORCE INDEX , IGNORE INDEX 키워드가 올 수 있다.[1]
- 오라클은 특별히 제작된 코멘트(comment)를 + 기호로 시작하는 쿼리 안에 사용함으로써 SQL 호환성에 영향을 미치지 않음과 동시에 힌트를 구현한다.[2]
- Postgres Plus® Advanced Server(엔터프라이즈DB에서 출시된 PostgreSQL의 사유 버전)는 오라클과 동일하게 호환되는 힌트들을 제공한다.[3][4]

## 같이 보기
- 질의 계획

## 참조
1. ↑  MySQL 5.5 Reference Manual: 12.2.9.3 Index Hint Syntax
2. ↑  Mike Ault: Oracle SQL Hints Tuning[깨진 링크(과거 내용 찾기)]
3. ↑  “Postgres Plus Advanced Server Performance and Scalability Guide: Query Optimization Hints”. 2014년 4월 19일에 원본 문서에서 보존된 문서. 2014년 4월 18일에 확인함.
4. ↑  “Postgres Plus Advanced Server Oracle Compatibility Developer's Guide: Optimizer Hints”. 2014년 4월 19일에 원본 문서에서 보존된 문서. 2014년 4월 18일에 확인함.